# Bastion Hill
Der Bastion Hill (englisch für Bollwerkshügel) ist ein 1490 m hoher Berg nahe der Hillary-Küste in der antarktischen Ross Dependency. In den Brown Hills der Cook Mountains ragt er südwärts in den Darwin-Gletscher unmittelbar östlich des Touchdown Glacier vor.
Die Mannschaft zur Erkundung des Darwin-Gletschers bei der Commonwealth Trans-Antarctic Expedition (1955–1958) gab ihm seinen deskriptiven Namen.